# Roman Anton Boos

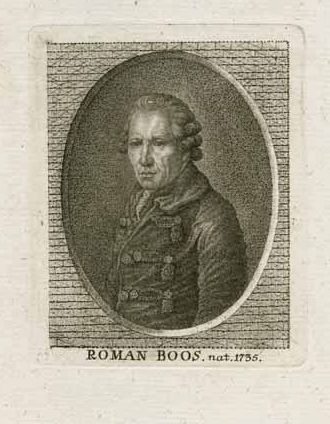
Roman Anton Boos (Bayerische Staatsbibliothek)

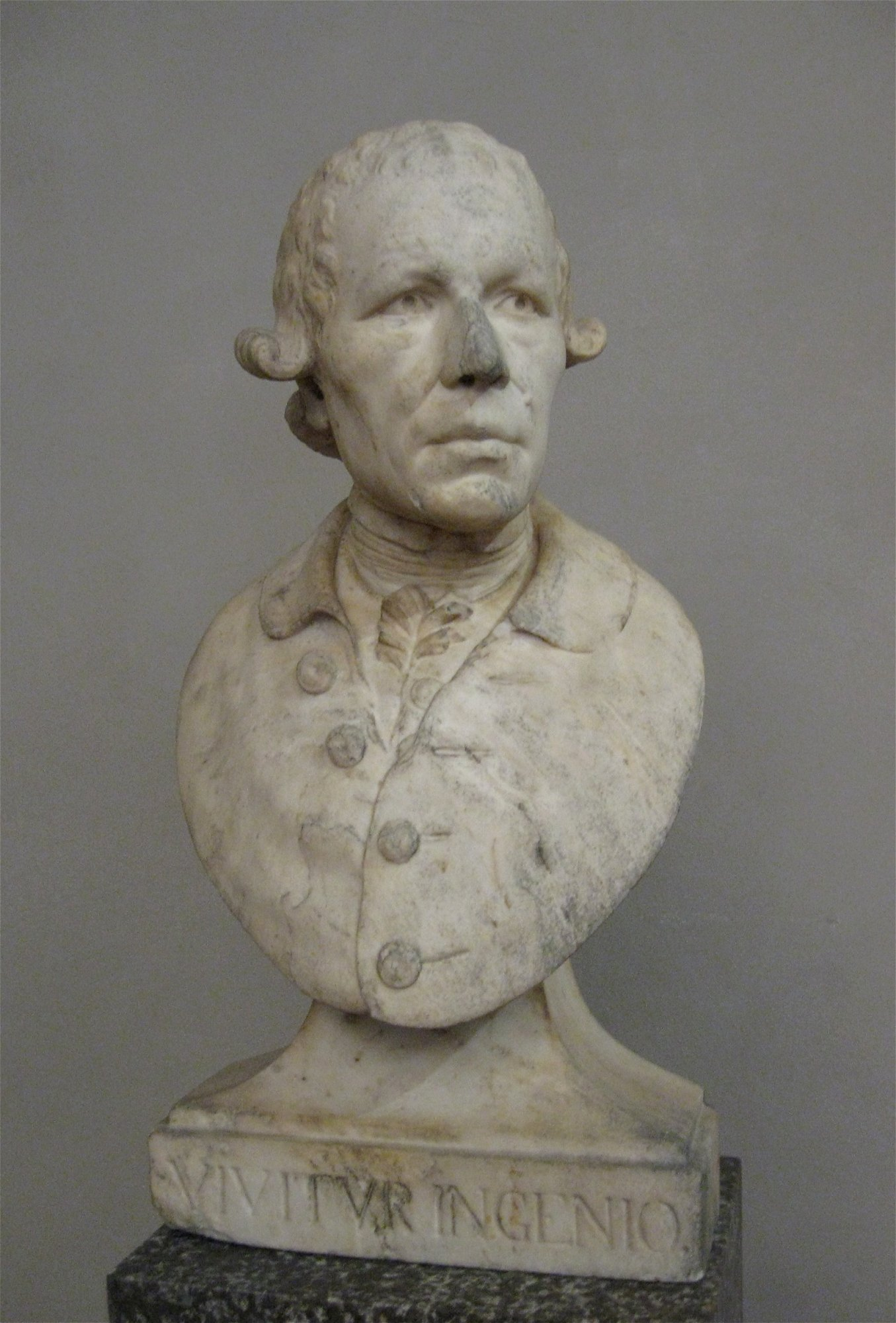
Selbstbildnis, um 1790, im Bayerischen Nationalmuseum

Roman Anton Boos (* 28. Februar 1733 in Bischofswang bei Roßhaupten; † 19. Dezember 1810) war ein deutscher Bildhauer.

## Biografie
Roman Anton Boos wurde am 28. Februar 1733 in dem kleinen, zur Pfarrei Roßhaupten gehörigen Ort Bischofswang als Sohn des Bauern Joseph Boos und dessen Ehefrau Katharina geboren. Der Vater erkannte die Begabung seines Sohnes und stimmte deshalb einer Lehre bei dem bekannten Bildhauer Anton Sturm im nahegelegenen Füssen zu.
Danach folgte seine Wanderschaft, von der nur feststeht, dass Boos 1760 in die Werkstatt des damals führenden Münchener Bildhauers Johann Baptist Straub eintrat, der er, mit einigen Unterbrechungen, bis 1769 angehörte. 1763 besuchte Boos den Unterricht für Bildhauer bei Jacob Schletterer an der Wiener Akademie, seine akademische Ausbildung beendete Boos an der Städtischen Akademie in Augsburg.

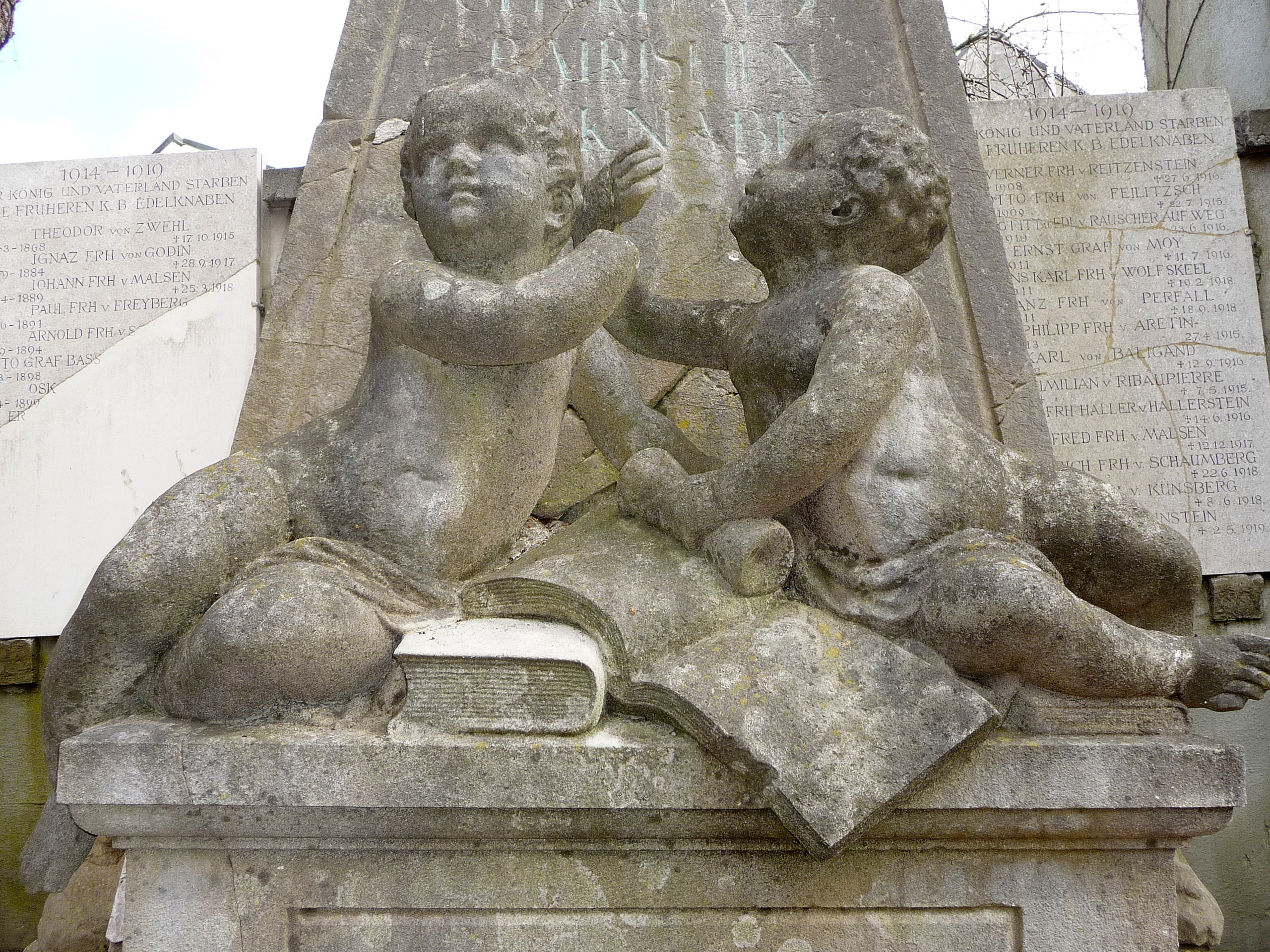
Das Grabmal der königlichen Hofpagen befindet sich im Alten Münchner Südfriedhof.

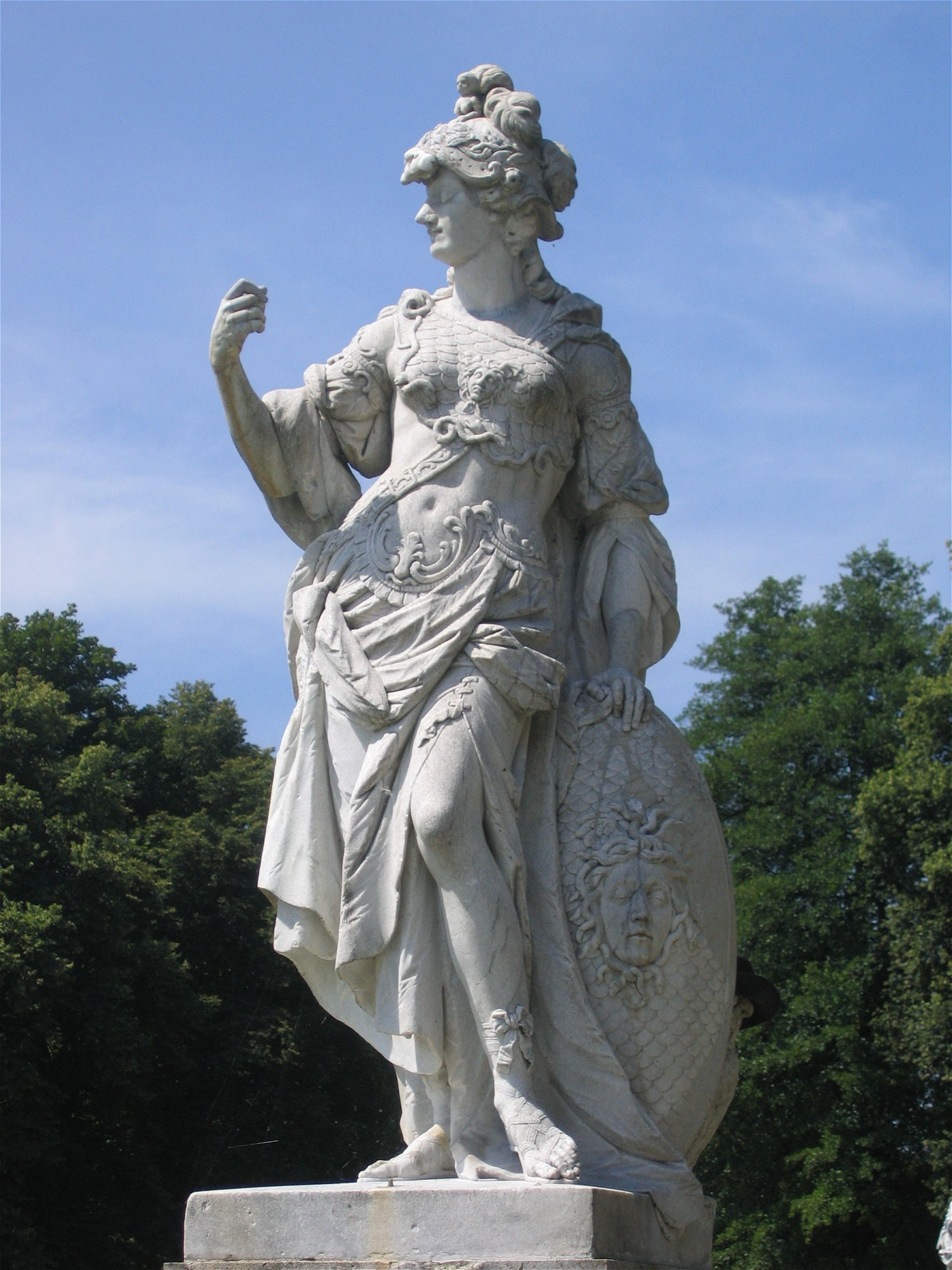
Statue der Pallas Athene (1777), im Schlosspark Nymphenburg

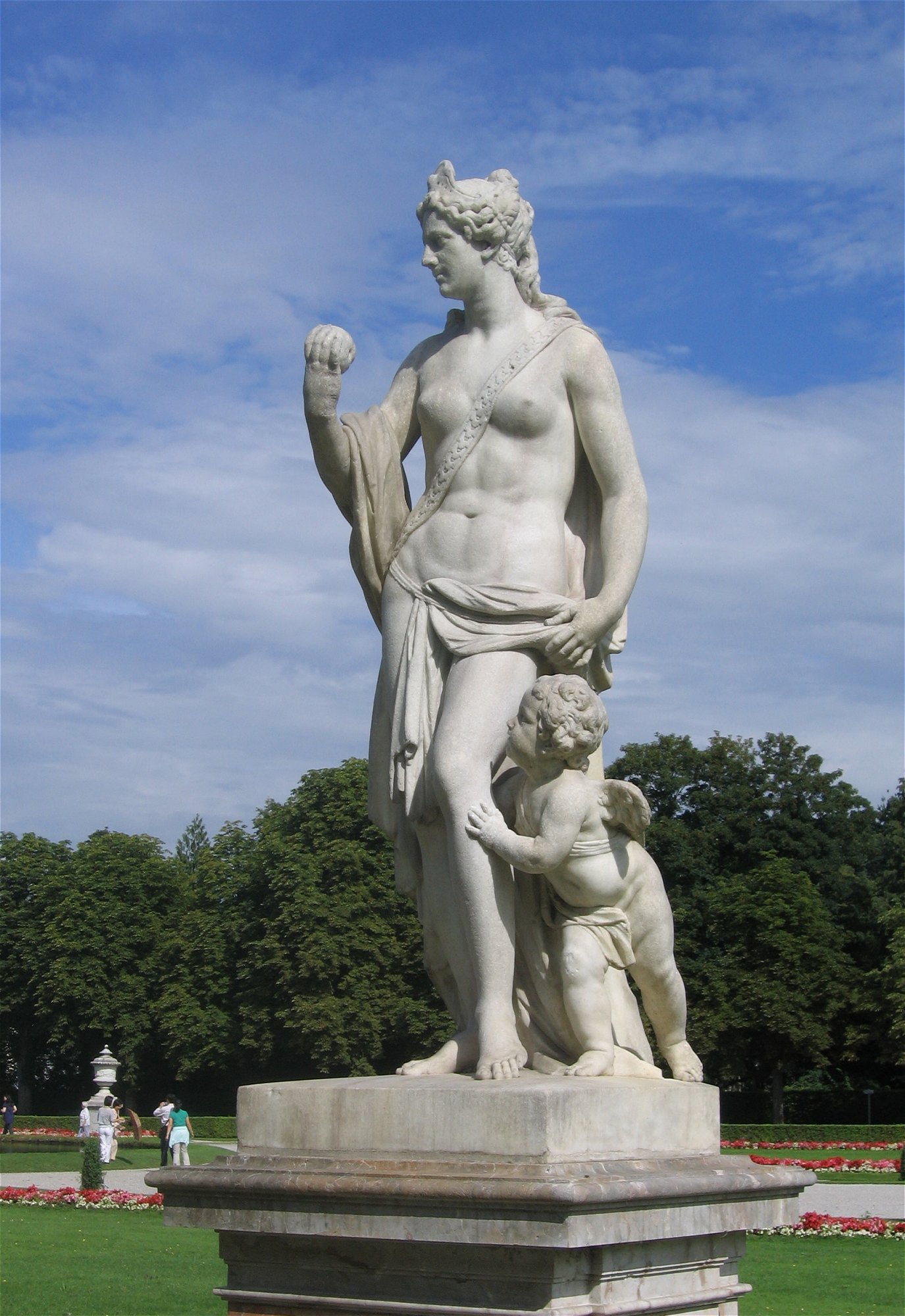
Statue der Venus (1778), im Schlosspark Nymphenburg

1765 kehrte er nach München zurück und vollendete ein Jahr später seinen ersten bekannten Auftrag: die Stifterfiguren Ludwig der Strenge und Ludwig der Bayer für die Zisterzienserklosterkirche Fürstenfeld. In das gleiche Jahr fällt auch die Gründung einer privaten Zeichenschule, die Kurfürst Maximilian III. Joseph 1770 als „öffentliche Zeichenschule, resp. Maler und Bildhauer Academie zur Beförderung und Aufnam der Künste“ einrichten ließ. Boos und die anderen Mitbegründer, der Maler Franz Ignaz Oefele und der Stuckator Franz Xaver Feuchtmayer, beabsichtigten mit Hilfe einer bayerischen Kunstschule das Kurfürstentum von fremden Akademien und ausländischen Künstlern unabhängig zu machen und es einer neuen, eigenständigen Kunst zuzuführen.
Der Durchbruch in der Residenzstadt München gelang Boos 1768 mit der plastischen Dekoration an der Kirchenfassade von St. Kajetan, mit der zuerst Ignaz Günther beauftragt war, der jedoch an der Steinbearbeitung scheiterte.
Die folgenden 15 Jahre, in denen Boos in erster Linie für den kurfürstlichen Hof arbeitete, waren die erfolgreichsten seiner Laufbahn. Von 1770 bis 1772 schuf er vier heute nicht mehr erhaltene mythologische Gruppen und einen ebenfalls verschollenen Flussgott für den Schleißheimer Schlossgarten. Ein Jahr später, am 23. Juli 1773 sicherte Maximilian III. Joseph Boos die Anstellung als Hofbildhauer mit einem Jahresgehalt von 300 Gulden zu, doch erst im September 1774 nach dem Tod des bisherigen Hofbildhauers Charles de Grof konnte Boos auf diese Stelle nachrücken.
Durch den Tod de Grofs erhielt Boos den Auftrag für die Statue der Amphitrite, die zu einer Statuenfolge antiker Götter für das Parterre des Nymphenburger Schlossgartens gehören sollte. Der Salzburger Bildhauer Johann Baptist von Hagenauer sollte dazu die Ausführung der Statuen Apollo, Diana, Ceres und Baccus übernehmen, während Ignaz Günther Mars, Pallas, Merkur und Venus ausführen sollte. An Johann Baptist Straub war die Ausführung der Statuen von Jupiter, Juno, Pluto und Proserpina vergeben. Auch diese Statuen wurden letzten Endes durch Boos ausgeführt, da 1775 auch Ignaz Günther verstarb und so das Hofbauamt dem neuen Hofbildhauer auch die Bearbeitung der Statuen übertrug, die von dem verstorbenen Günther hätten ausgeführt werden sollen. Hagenauer, der sich inzwischen in Wien niedergelassen und nach Schletterers Tod die Stelle als Lehrer der Bildhauer-Klasse an der dortigen Akademie übernommen hatte, war außer Reichweite des Münchner Hofes geraten, sodass man Boos auch die Aufträge Hagenauers zuwies. Bis 1785 schuf Boos neun Statuen für den Nymphenburger Zyklus, der erst 1792 vollständig war, nachdem Dominik Auliczek die restlichen Statuen von Pluto, Proserpina, Jupiter und Juno ausgeführt hatte. Am 12. Mai 1777 heiratete er die 26-jährige Tochter seines Lehrers Johann Baptist Straub, Maria Theresia Amalia, und zog in das Haus des Schwiegervaters in der heutigen Hackenstraße 10.

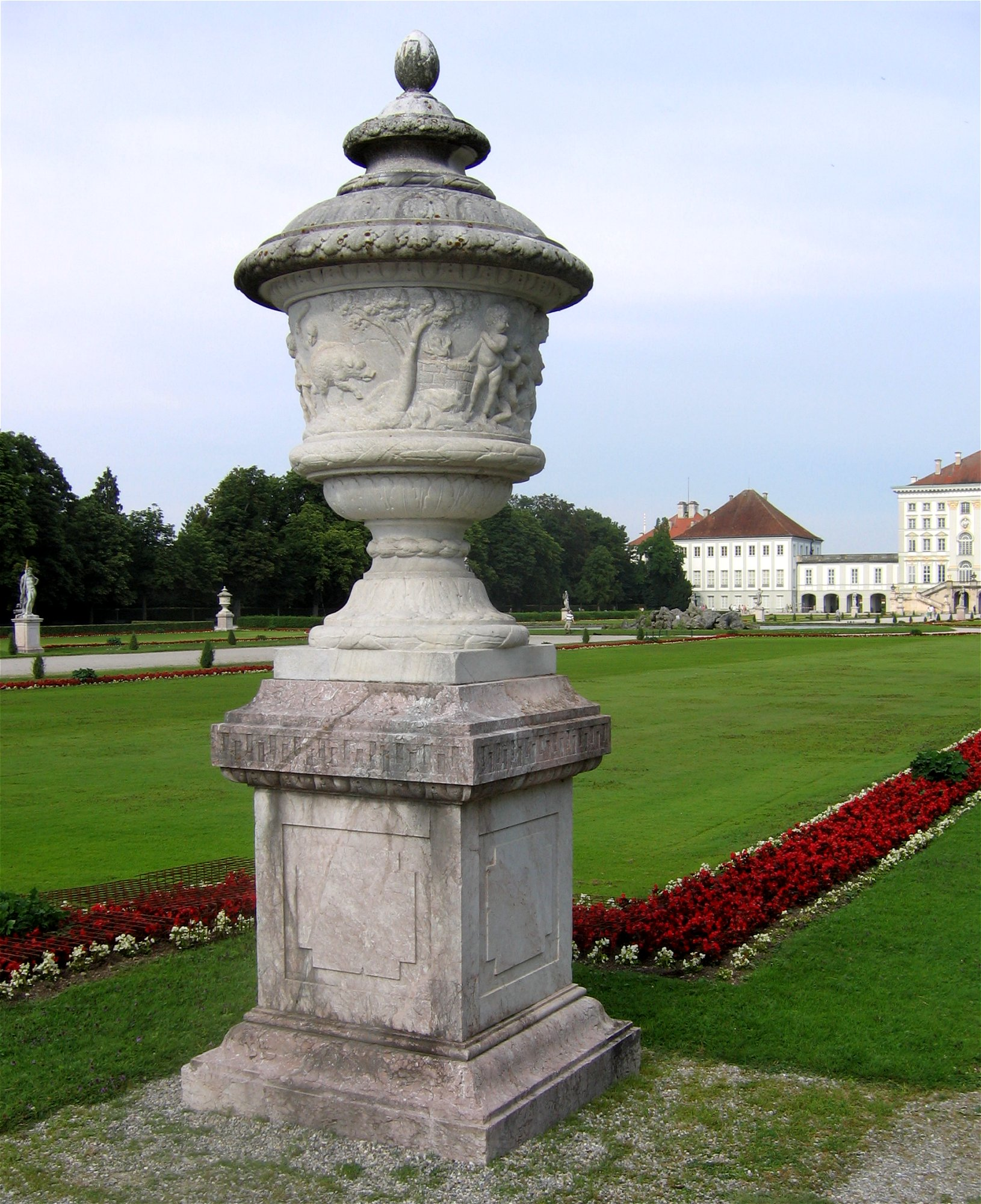
Ziervase im Schlosspark Nymphenburg, München

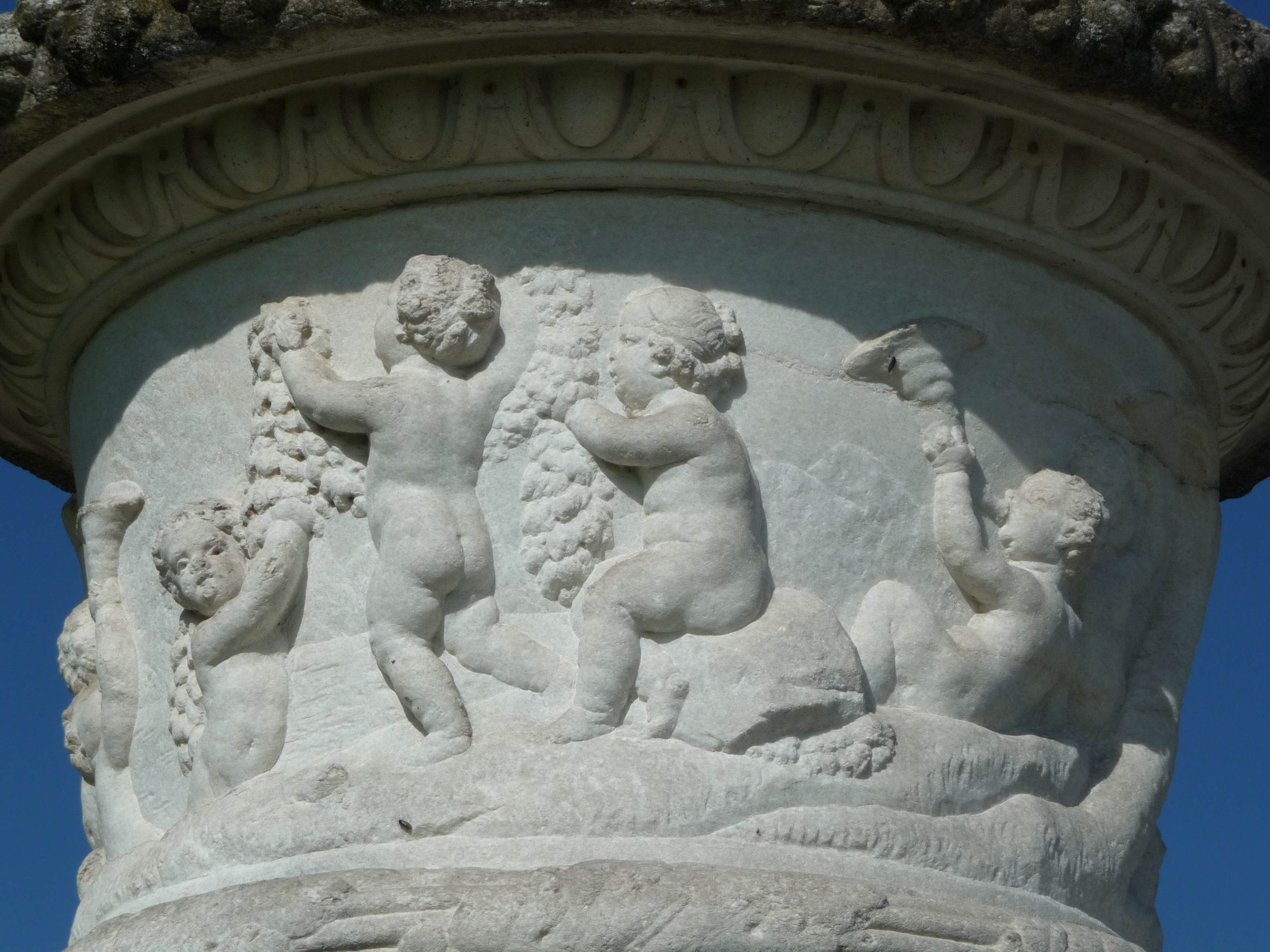
Unterschiedlichste Themen der antiken Sagenwelt sind auf den Ziervasen im Parterre im Schlosspark Nymphenburg dargestellt.

Boos’ Tätigkeit für Nymphenburg war mit den neun Statuen für den Nymphenburger Zyklus noch nicht beendet. Von 1788 bis 1798 lieferte er 12 Marmorvasen mit mythologischen Szenen, die im Gartenparterre zwischen den Statuen aufgestellt wurden. Neben den umfangreichen Arbeiten für Nymphenburg stellten die 1781 vollendeten Taten des Herkules in überlebensgroßen Holzgruppen, die eine um 1630 von Kaspar Riedl geschaffene Folge in den Hofgarten-Arkaden der Münchner Residenz ersetzten, den zweiten großen und ehrenvollen Auftrag des kurfürstlichen Hofes dar. Hierbei unterstützte ihn Franz Joseph Muxel (1745–1812).
Nach Günthers Tod und infolge der Altersgebrechlichkeit von Straub erhielt Boos nun auch von der Kirche mehrere Aufträge, ohne aber jemals den gleichen Erfolg wie die älteren Bildhauer ernten zu können. Selbst sein umfangreichstes und bedeutendstes sakrales Werk, die 1780 errichtete neue Kanzel in der Münchner Frauenkirche, von der heute nur mehr Einzelteile im Bayerischen Nationalmuseum erhalten sind, fand nicht die gleiche Anerkennung, die man seinen Nymphenburger Statuen zollte.
An sakralen Werken für die Residenzstadt München folgten 1783 die dekorativen Arbeiten für den Choraltar der St.-Johann-Nepomuk-Kirche und 1786 das Denkmal in Form zweier Tondi für die Bürgersaal-Kirche zur Erinnerung an den Münchner Aufenthalt von Papst Pius VI. im Jahr 1782. Die zehn Marienreliefs für den Hochaltar und die vier Reliefs mit Darstellungen aus dem Leben Christi für die Chorwand der Benediktiner-Klosterkirche Ettal schuf Boos 1788 und 1790. Von 1789 datieren die drei Puttenpaare als Personifikationen der göttlichen Tugenden und eine Liegefigur des hl. Franz Xaver in der Klosterkirche Benediktbeuern. Aus dem Jahr 1791 stammen die Kanzel und der Kruzifixus in der Pfarrkirche St. Jakobus der Ältere in Hörgertshausen bei Moosburg. Den letzten kirchlichen Auftrag führte Boos 1796 aus: die vier Evangelisten in der Stiftskirche von Altötting.
Als führender Münchener Bildhauer zog Boos auch Schüler an sich, die ihn bei seinen zahlreichen Aufgaben unterstützten: Joseph Muxel arbeitete 1780 an den Herkulesgruppen mit; 1784 wurde er selbst zum Hofbildhauer ernannt. Ignaz Alexander Breitenauer trat 1777 in die Werkstatt ein und arbeitete bei der Ausführung der Nymphenburger Statuen von Baccus, Ceres, Apoll und Diana mit, 1785 wurde Breitenauer als Hofbildhauer nach Eichstätt berufen. Im gleichen Jahr absolvierte auch Franz Jakob Schwanthaler eine kurze Lehrzeit bei Boos. Konrad Eberhard blieb sogar zehn Jahre, von 1796 bis 1806, in dessen Werkstatt, bevor er als Stipendiat des Hofbauamtes nach Rom aufbrach.
Der allgemein herrschende Auftragsmangel brachte sogar den Hofbildhauer Boos in finanzielle Schwierigkeiten, und die auf zehn Jahre angesetzte Arbeit an den Vasen für den Nymphenburger Schlosspark verbesserte seine Lage nur geringfügig. Boos verlegte sich auf kleinere Auftragsarbeiten wie das Grabmal der königlichen Hofpagen im Alten Südlichen Friedhof in München.
Der 1786 und 1799 eingebrachte Vorschlag des Hofbauamtes, die Inspektorenstelle im Antiquarium, die als letzter Giuseppe Volpini innehatte, für Boos wiederzuerrichten, lehnte Kurfürst Karl Theodor strikt ab und erlaubte stattdessen nur die einmalige Reinigung und Ausbesserung einzelner Büsten. In Anbetracht seiner unbezahlten Tätigkeit an der Akademie zog das Hofbauamt 1792 in Erwägung, dass Boos den in Mannheim und Düsseldorf angestellten Professoren in der Besoldung mit 800 Gulden gleichgestellt werden könnte. Immerhin wurden ihm am 1. März 1793 200 Gulden ausbezahlt. Sein Vorschlag aus dem Jahr 1799, dass sich sowohl im Nymphenburger Schlossgarten als auch im kurfürstlichen Garten beim Karlstor, noch manches Schöne anbringen ließe, fand jedoch weder beim Kurfürsten noch beim Hofbauamt Resonanz. 1802 bat er nochmals ohne Erfolg um Gehaltsverbesserung. Ein daraufhin eigens für Boos eingerichteter Fonds von 600 Gulden sollte für eine von Generaldirektor Johann Christian von Mannlich zu bestimmende Arbeit an einem öffentlichen Hof- oder Staatsgebäude verwendet werden. Da aber die Summe für einen größeren Auftrag zu gering war, beschäftigte man Boos mit der Restaurierung der Herkules-Gruppen im Hofgarten, die er vor über 20 Jahren selbst geschaffen hatte.
Im Jahr 1805 bestand noch einmal die Chance eines öffentlichen Auftrages zu Figuren für zwei Brunnen, die auf dem neuen Platz am ehemaligen Kapuzinergraben errichtet werden sollten. Sowohl Boos als auch sein ehemaliger Schüler Joseph Muxel reichten Skizzen ein, die Oberbaudirektor Johann Andreas Gärtner zwar schön und prächtig fand, doch deutet diese Beurteilung bereits an, dass keiner der beiden Entwürfe für eine Ausführung zur Debatte stand. Stattdessen plädierte Gärtner für einen einfachen Obelisken, der sich besser dahin schicken würde und außerdem billiger wäre. Dies bedeutete das Ende der künstlerischen Laufbahn des inzwischen 72-jährigen Hofbildhauers Roman Anton Boos, der wenig später noch eine weitere Niederlage hinnehmen musste: zum Direktor des Antikensaales wurde Peter Simon Lamine aus Mannheim ernannt, der ihn am 10. April 1806 auch als Leiter der Bildhauer-Klasse an der Akademie verdrängte. Bei der Neugestaltung der Akademie im Jahr 1808 stand seine Mitarbeit nicht einmal mehr zur Diskussion.
Am 19. Dezember 1810 starb Boos im Alter von 77 Jahren in München.

## Grabstätte

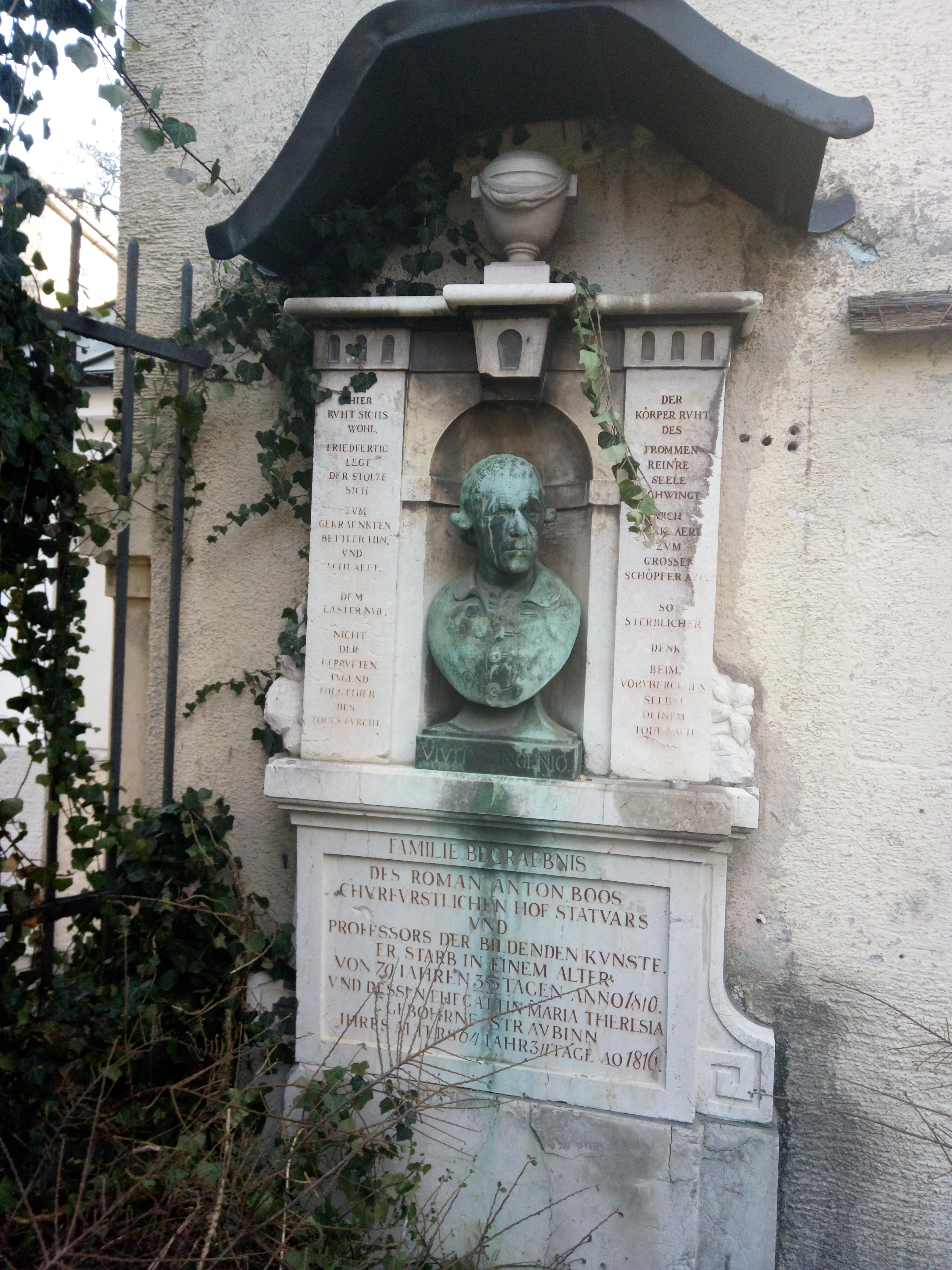
Grab von Roman Boos auf dem Alten Südlichen Friedhof in München an der Außenwand der Stephanskirche

Die gemeinsame Grabstätte des Ehepaares Boos befindet sich auf dem Alten Südlichen Friedhof in München Standort und ist neben jener von Straub in die westliche Außenwand der Stephanskirche am Eingang des Friedhofs eingelassen.

## Familie
Roman Boos mit heiratete am 12. Mai 1777 heiratete er die 26-jährige Tochter seines Lehrers Johann Baptist Straub, Theresia Amalia Straub († 10. Mai 1816). Gemeinsam hatten sie acht Kinder. Der einzige noch lebende Sohn der beiden, Joseph Boos, hatte die militärische Laufbahn eingeschlagen und war zum Zeitpunkt der Testamentseröffnung am 27. Dezember 1810 königlicher Oberleutnant. Die ältere Tochter Crescentia hatte den Kaufmann Schiechtl geheiratet, und die ledige Tochter Maria Anna war der Vormundschaft seines ehemaligen Schülers Franz Jakob Schwanthaler anvertraut worden.

## Werke (Auswahl)
- 1766 Stifterfiguren Ludwig der Strenge und Ludwig der Bayer für das Kloster Fürstenfeld.
- 1767–1768: Vier Heiligenstatuen für die Fassade der Münchner Theatinerkirche mit Darstellung der Hl. Kajetan, Maximilian, Ferdinand und Adelheid. Boos führte auch einiges am weiteren figürlichen Fassadenschmuck der Theatinerkirche aus.
- 1770: Brunnenfigur des hl. Johannes Nepomuk, für den Brunnen in der Neuhauser Gasse vor dem Jesuitenkolleg. Der Brunnen wurde 1804 abgetragen und die Figur am Mariahilfplatz in der Münchner Vorstadt Au aufgestellt, wo sie bis zu ihrer Zerstörung im Zweiten Weltkrieg 1944 verblieb. Die Neuerrichtung dieser Brunnenfigur hatte die Münchner Stadtkammer 1767 beschlossen. 1768 reichten mehrere Künstler Zeichnungen und Modelle ein: Charles de Grof, Ignaz Günther, der Goldschmied Joseph Friedrich Canzler, der Augsburger Bildhauer Ignaz Ingerl, François de Cuvilliés der Jüngere und schließlich Roman Anton Boos, der den Auftrag erlangte.
- 1775 Ausführung von zwei Porträtbüsten des Kurfürsten Max III. Joseph.
- 1775 Statue der Amphitrite für den Nymphenburger Schlosspark nach einem Modell von Charles de Grof.
- 1777 Fertigstellung der Statuen von Mars und Pallas nach Stuckmodellen von Ignaz Günther für den Nymphenburger Schlosspark.
- 1778–1780 Ausführung der Kanzel in der Münchner Frauenkirche (nicht erhalten).
- 1780 Statuen von Merkur und Venus für das Gartenparterre des Nymphenburger Schlossparks.
- 1779–1781 Folge von 8 Gruppen mit Darstellung der Herkulestaten für die nördlichen Nischen der Hofgartenarkaden in München.
- 1782 Statuen von Baccus und Ceres für das Gartenparterre des Nymphenburger Schlossparks.
- 1783 Fertigstellung des unteren Choraltars von St. Johann Nepomuk (Asamkirche) in München.
- ca. 1785: lebensgroßer Corpus Christi in der Stadtpfarrkirche Miesbach.
- 1785 Fertigstellung der Statuen von Apollo und Diana für den Nymphenburger Schlosspark.
- 1786–1798 Ausführung von insgesamt 12 dekorativen Marmorvasen für den Nymphenburger Park.
- 1787 Ausführung des monumentalen Grabdenkmals für Graf Joseph Franz von Seinsheim in der Pfarrkirche von Sünching.
- 1788–1790 Ausführung von Reliefs für den Chor der Klosterkirche Mariä Himmelfahrt im Kloster Ettal
- 1789 Puttenpaare für den Hochaltar in der Klosterkirche Benediktbeuern.
- 1790 Ausführung eines Marmor-Selbstbildnisses für das eigene Grabmal (heute im Bayerischen Nationalmuseum).
- 1790 Fertigstellung des überlebensgroßen Gekreuzigten für die Wallfahrtskirche in Wemding.
- um 1790 Putto auf Waller reitend, Brunnen im Park des Radspieler-Hauses, Hackenstraße 7, München, Salzburger Marmor, Blei[3]
- 1791 Ausführung von Kruzifix und Kanzel für die Pfarrkirche von Hörgertshausen.
- 1791 Marmornes Reliefbild des Kurfürsten Karl Theodor im Quellenbau der Alten Saline in Bad Reichenhall
- 1794 Ausführung der Grabdenkmäler für den kurbayerischen Kanzler und Reichsfreiherrn Aloys von Kreittmayr und seine Gemahlin in der Pfarrkirche St. Vitus in Abensberg-Offenstetten.
- 1795 Portraitkartusche des Grafen von Daun in der Katharinenkapelle von St. Peter in München.
- 1796 Ausführung von vier Evangelistenfiguren für die Stadtpfarrkirche St. Phillip und Jakob in Altötting.
- 1801 Marmortittis des Brauers Joseph Schmetterer für ein Wandgrab in der Pfarrkirche von Dachau.

## Namensgeber für Straße
Nach Roman Boos wurde 1877 in  im Stadtteil Untere Au (Stadtbezirk 5 - Au-Haidhausen) die Boosstraße benannt. Lage 